# Edward Kamau Brathwaite
Pour les articles homonymes, voir Brathwaite.
Edward Kamau Brathwaite, né Lawson Edward Brathwaite le 11 mai 1930 à Bridgetown (Barbade) et mort le 4 février 2020 à la Barbade, est un poète et un universitaire barbadien, considéré comme une des grandes voix de la littérature caribéenne.

## Biographie
Edward Kamau Brathwaite est le fils de Hilton, un employé d’entrepôt, et Beryl (née Gill), une pianiste talentueuse et l’une des premières femmes noires à être employé comme commis à Bridgetown, capitale de la Barbade. Il suit des études secondaires au Harrison College (Barbados) (en) à Bridgetown où il publie ses premiers travaux littéraires dans la revue Bim. Il obtient une bourse qui permet d'étudier au Pembroke College de l'université de Cambridge en Angleterre, où il obtient un baccalauréat universitaire en 1953 et un diplôme en éducation en 1954. À Cambridge, il assiste également aux cours de F. R. Leavis et fait la connaissance de son condisciple de Pembroke, le poète Ted Hughes.
En 1955, il devient inspecteur scolaire en Côte-de-l'Or et assiste alors à son accession à l'indépendance sous la direction de Kwame Nkrumah en 1957. Il a attribué à ses voyages dans les villages de ce pays l'élargissement de sa réflexion sur l'histoire, la culture et les façons de percevoir le monde. Il étudie aussi à cette période avec l'un des premiers musicologue africain, Joseph Hanson Kwabena Nketia.
En 1960, Brathwaite épouse Doris Welcome, une enseignante et bibliothécaire originaire de la Guyane britannique. Ensemble, ils créent un théâtre pour enfants au Ghana, pour lequel il écrit plusieurs pièces de théâtre.
À partir de 1962, il accepte des postes d'enseignant à l'université des Indes occidentales, d'abord à Sainte-Lucie sur le campus hors-les-murs puis à Mona, en Jamaïque. Il commence à écrire Rights of Passage et publie également des poèmes dans la revue Bim.
En 1965, il retourne en Angleterre pour commencer un doctorat à l’université du Sussex. Il y soutient sa thèse d'Histoire The Development of Creole Society in Jamaica, 1770-1820 en 1968. À Londres, il rencontre d’autres intellectuels et artistes caribéens, tels que John La Rose (en), Andrew Salkey (en), Wilson Harris, Aubrey Williams et Stuart Hall, et fonde avec eux The Caribbean Artists Movement (en) qui se rencontre régulièrement à Londres et à l’Université du Kent entre 1966 et 1972.
De retour en Jamaïque, Brathwaite lance un journal du mouvement, Savacou, en 1971. Récipiendaire d’une bourse de l’université de Nairobi la même année, Brathwaite rencontre l’écrivain kenyan Ngugi wa Thiong'o, dont la grand-mère encourage Brathwaite à prendre « Kamau » comme prénom.
Il est l'auteur de nombreux recueils dont The Arrivants: A New World Trilogy, qui regroupe trois volumes publiés antérieurement : Rights of Passage (1967), Masks (1968) et Islands (1969). Cette trilogie épique retrace les migrations des peuples africains à destination et en provenance du continent africain, à travers les souffrances du Passage du milieu et de l'esclavage et les voyages au XXe siècle vers le Royaume-Uni, la France et les États-Unis en quête de survie économique et psychique. Elle illustre l'ambition de Brathwaite de créer une forme de poésie typiquement caribéenne, qui célébrerait les voix et la langue caribéennes, ainsi que les rythmes africains et caribéens évoquant la batterie ghanéenne, le calypso, le reggae, le jazz et le blues. Brathwaite soutient que le pentamètre iambique incarne la langue et l'environnement britanniques; ce n'est pas un mètre qui peut porter l'expérience des ouragans, de l'esclavage et d'une culture africaine submergée.
De 1982 à 1991, Brathwaite est professeur d’Histoire sociale et culturelle à l’Université des Indes occidentales. En 1992, il devient professeur de Littérature comparée à l'Université de New York, dont il devient professeur émérite en 2012.
Son œuvre a été récompensée par de prestigieux prix, comme le Neustadt International Prize for Literature en 1994, la médaille Musgrave en 2006, le Griffin Poetry Prize en 2006 pour son recueil Born to Slow Horses, le Prix Casa de las Américas en 2011 et la médaille Robert Frost en 2015.
Son recueil RevHaïti a été publié en français par la maison d'édition Mémoire d'encrier, traduction Christine Pagnoulle . Ce texte a par ailleurs été porté à la scène et joué des deux côtés de l'Atlantique par la Compagnie AWA, sous le titre Et ce n'était pas qu'on allait quelque part.
En annonçant son décès, Mia Mottley, l'a qualifié de « Titan des arts et de la littérature post-coloniaux ».